# Не може да бъде! (филм, 2006)
Вижте пояснителната страница за други значения на Не може да бъде!.
„Не може да бъде!“ (на английски: Stranger than Fiction) е американска комедия от 2006 година, с участието на Уил Феръл.

## Сюжет
Внимание:  Текстът по-долу разкрива сюжета на произведението (или части от него)!
Харолд Крик, данъчен инспектор, живее нормален живот. Докато една сутрин, той чува женски глас, който описва всички негови действия. За Харолд, това е лош сън! Но ситуацията бързо се превръща в истински кошмар, когато жената обявява неговата смърт. Харолд се паникьосва! 

По късно, той разбира, че мистериозната жена е романистка, която пише роман, в който главния герой е... Харолд! Писателката не знае за негово съществуване. За да оцелее, Харолд трябва да промени съдбата си, тази която авторката му е отредила.

## Актьорски състав
- Уил Феръл – Харолд Крик
- Маги Джиленхол – Ана Паскал
- Дъстин Хофман – Професор Джулс Хилбърт
- Ема Томпсън – Карън Ейфел
- Куийн Латифа – Пени Ешър
- Тони Хейл – Дейв
- Линда Хънт – психиатър
- Том Хулце – Доктор Кейли
- Кристин Ченоует – Дарлийн Съншайн

## Бокс-офис
| Дата              | Приход      |
| ----------------- | ----------- |
| 10 до 12 ноември  | $13 411 093 |
| 17 до 19 ноември  | $6 605 797  |
| 24 до 26 ноември  | $5 726 236  |
| 01 до 3 декември  | $3 356 324  |
| 08 до 10 декември | $1 425 717  |
| 15 до 17 декември | $517 622    |